# Wybrzeże Oneskie
Wybrzeże Oneskie (ros. Онежский берег, Onieżskij bierieg) – wschodnie wybrzeże Zatoki Oneskiej Morza Białego, na północy europejskiej części Rosji (obwód archangielski), rozciągające się między przylądkiem Ucht-Nawołok na północy i ujściem Onegi na południu. Charakteryzuje się dobrze rozwiniętą linią brzegową. Jest przeważnie niskie, częściowo zabagnione. Miejscami porośnięte lasem iglastym, głównie świerkowym i sosnowym. 